# 工藤寛得
工藤 寛得（くどう かんとく、1849年1月11日（嘉永元年12月17日）- 1911年（明治44年）12月17日）は、明治時代の政治家。貴族院多額納税者議員。幼名は六太郎。

## 経歴
陸奥国岩手郡大更村（岩手県北岩手郡大更村、西根村、西根町を経て現八幡平市大更）で、工藤織人の長男として生まれる。生家は古くから林業や商業などで財を成した。藩校作人館を経て、江戸に出て安井息軒の門に学び、帰郷後の1879年（明治12年）北岩手郡会議員に当選する。自由民権運動に際しては多くの資金援助を行った。ほか、北岩手郡各村連合会議員、岩手県会議員、岩手県農工銀行発起人などを歴任した。
1890年（明治23年）岩手県多額納税者として貴族院議員に互選され、同年9月29日から翌年の6月12日まで在任。1911年（明治44年）には直接国税4140円を納税する県下一の大地主となり、郷学校の設立、道路や橋梁の改修など地方振興に尽力した。大更八坂神社の境内に顕彰碑がある。